# 白馬雪山
白馬雪山（はくばせつざん）は、中国雲南省徳欽県東南部にある標高5429mの山。
瀾滄江と金沙江およびその支流支巴洛河の分水嶺でもある。山頂付近では年中雪に覆われ氷河地形が発達している。214国道の中部で標高4230mの白馬雪山の峠を通過する。
白茫雪山、白芒雪山とも言われる。

## 地質
主に三畳紀の砂頁岩の地層で構成されており、典型的な侵食山地である。

## 交通
最寄りの空港はデチェン・シャングリラ空港で国道214号を車で約２時間。
毎年12月から翌年3月にかけて大雪の季節になるので基本的には車両の通行が不可能となり4月-11月のみ毎年通行可能となる。

## 自然
白馬雪山は動植物資源が豊富で黒金絲猴を含めて、一、二級保護動物23種、種子植物30種が保護されている。
4月過ぎた頃になると花が咲き、雪が融けて山の斜面にはシャクナゲが満開となる。